# Championnat d'Angleterre de football 1994-1995
Navigation
Édition précédente Édition suivante
La 96e édition du championnat d'Angleterre de football 1994-1995 est la troisième sous l'appellation Premier League. Elle oppose les vingt-deux meilleurs clubs d'Angleterre en une série de quarante-deux journées.
Elle est remportée par Blackburn Rovers. Le club de Blackburn finit un point devant Manchester United. C'est le troisième titre des Rovers, le précédent titre datant de 1914. 
Blackburn Rovers se qualifie pour la Ligue des champions en tant que champion d'Angleterre. Everton FC, vainqueur de la Coupe d'Angleterre, se qualifie pour la Coupe d'Europe des vainqueurs de coupe. Manchester United, Nottingham Forest, Liverpool FC, Leeds United se qualifient pour la Coupe UEFA. Tottenham Hotspur, Wimbledon et Sheffield Wednesday se qualifient eux pour la Coupe Intertoto.
Le système de promotion/relégation est modifié pour repasser à 20 clubs : descente et montée automatique, sans matchs de barrage pour les quatre derniers de première division et le premier de deuxième division, poule de play-off pour les deuxième à cinquième de la division 2 pour la dernière place en division 1. À la fin de la saison, les clubs de Crystal Palace, Leicester City, Norwich City et Ipswich Town sont relégués en deuxième division. Ils sont remplacés par Middlesbrough FC et Bolton Wanderers après play-off.
L'attaquant anglais Alan Shearer, de Blackburn Rovers, remporte le titre de meilleur buteur du championnat avec 34 réalisations.

## Les 22 clubs participants
| - Arsenal - Aston Villa - Blackburn Rovers - Chelsea - Coventry City - Crystal Palace - Everton - Ipswich Town - Leeds United - Leicester City - Liverpool | - Manchester City - Manchester United - Newcastle United - Norwich City - Nottingham Forest - Queens Park Rangers - Sheffield Wednesday - Southampton - Tottenham Hotspur - West Ham - Wimbledon FC |

## Classement final
| Rang | Équipe                | Pts | J  | G  | N  | P  | Bp | Bc | Diff |
| ---- | --------------------- | --- | -- | -- | -- | -- | -- | -- | ---- |
| 1    | Blackburn Rovers      | 89  | 42 | 27 | 8  | 7  | 80 | 39 | +41  |
| 2    | Manchester United T S | 88  | 42 | 26 | 10 | 6  | 77 | 28 | +49  |
| 3    | Nottingham Forest P   | 77  | 42 | 22 | 11 | 9  | 72 | 43 | +29  |
| 4    | Liverpool L           | 74  | 42 | 21 | 11 | 10 | 65 | 37 | +28  |
| 5    | Leeds United          | 73  | 42 | 20 | 13 | 9  | 59 | 38 | +21  |
| 6    | Newcastle United      | 72  | 42 | 20 | 12 | 10 | 67 | 47 | +20  |
| 7    | Tottenham Hotspur     | 62  | 42 | 16 | 14 | 12 | 66 | 58 | +8   |
| 8    | Queens Park Rangers   | 60  | 42 | 17 | 9  | 16 | 61 | 59 | +2   |
| 9    | Wimbledon             | 56  | 42 | 15 | 11 | 16 | 48 | 65 | -17  |
| 10   | Southampton           | 54  | 42 | 12 | 18 | 12 | 61 | 63 | -2   |
| 11   | Chelsea               | 54  | 42 | 13 | 15 | 14 | 50 | 55 | -5   |
| 12   | Arsenal               | 51  | 42 | 13 | 12 | 17 | 52 | 49 | +3   |
| 13   | Sheffield Wednesday   | 51  | 42 | 13 | 12 | 17 | 49 | 57 | -8   |
| 14   | West Ham United       | 50  | 42 | 13 | 11 | 18 | 44 | 48 | -4   |
| 15   | Everton C             | 50  | 42 | 11 | 17 | 14 | 44 | 51 | -7   |
| 16   | Coventry City         | 50  | 42 | 12 | 14 | 16 | 44 | 62 | -18  |
| 17   | Manchester City       | 49  | 42 | 12 | 13 | 17 | 53 | 64 | -11  |
| 18   | Aston Villa           | 48  | 42 | 11 | 15 | 16 | 51 | 56 | -5   |
| 19   | Crystal Palace P      | 45  | 42 | 11 | 12 | 19 | 34 | 49 | -15  |
| 20   | Norwich City          | 43  | 42 | 10 | 13 | 19 | 37 | 54 | -17  |
| 21   | Leicester City P      | 29  | 42 | 6  | 11 | 25 | 45 | 80 | -35  |
| 22   | Ipswich Town          | 27  | 42 | 7  | 6  | 29 | 36 | 93 | -57  |

Qualifications européennes
- Ligue des champions 1995-1996
- Coupe des coupes 1995-1996
- Coupe UEFA 1995-1996

Relégation
- First Division 1995-1996

Abréviations
T : Tenant du titre

C : Vainqueur de la Coupe d'Angleterre

L : Vainqueur de la Coupe de la Ligue

S : Vainqueur du Charity Shield

P : Promus de First Division

## Classement des buteurs
| Nom                | Buts | Equipe              |
| ------------------ | ---- | ------------------- |
| Alan Shearer       | 34   | Blackburn Rovers    |
| Robbie Fowler      | 25   | Liverpool FC        |
| Les Ferdinand      | 24   | Queens Park Rangers |
| Stan Collymore     | 22   | Nottingham Forest   |
| Andy Cole          | 21   | Newcastle United FC |
| Jürgen Klinsmann   | 20   | Tottenham           |
| Matthew Le Tissier | 19   | Southampton FC      |
| Teddy Sheringham   | 18   | Tottenham           |
| Ian Wright         | 18   | Arsenal FC          |
| Uwe Rösler         | 15   | Manchester City     |

## Classement des passeurs
| Nom                | Passes décisives | Equipe                   |
| ------------------ | ---------------- | ------------------------ |
| Matthew Le Tissier | 15               | Southampton FC           |
| Darren Anderton    | 14               | Tottenham                |
| Alan Shearer       | 13               | Blackburn Rovers         |
| Ruel Fox           | 11               | Newcastle United         |
| Ryan Giggs         | 11               | Manchester United        |
| Andy Hinchcliffe   | 11               | Everton FC               |
| Bryan Roy          | 11               | Nottingham Forest        |
| Kevin Gallen       | 10               | Queens Park Rangers F.C. |
| Jürgen Klinsmann   | 10               | Tottenham                |
| Chris Sutton       | 10               | Blackburn Rovers F.C.    |